# Cabassous chacoensis
Cabassous chacoensis é uma espécie de tatu da família dos clamiforídeos (Dasypodidae). Ocorre no Chaco do oeste do Paraguai e norte-central da Argentina.